# Parachernes nubilis
Espèce
Parachernes nubilis est une espèce de pseudoscorpions de la famille des Chernetidae.

## Distribution
Cette espèce est endémique des États-Unis. Elle se rencontre au Nouveau-Mexique, au Colorado et en Oklahoma.

## Description
Les mâles mesurent de 1,8 à 2,2 mm et les femelles de 2,4 à 2,5 mm.

## Publication originale
- Hoff, 1956 : Pseudoscorpions of the family Chernetidae from New Mexico. American Museum Novitates, no 1800, p. 1-66 (texte intégral).